# Sofronya község
Sofronya község (románul: Comuna Șofronea) község Arad megyében, Romániában. Központja Sofronya, hozzá tartozik Szentpál.

## Népessége
A 2011-es népszámlálás adatai alapján a község népessége 2575 fő volt.